# Artur Jusupow (piłkarz)
Artur Rimowicz Jusupow (ros. Артур Римович Юсупов, tatar. Артур Римулы Йосыпов; ur. 1 września 1989 w Kujbyszewie) – rosyjski piłkarz grający na pozycji pomocnika w PFK Soczi.